# Afghanistans demografi
| Afghanistans befolkning 1950-2020 |
| --- |
| MiljonerÅr51015202530354019501960197019801990200020102020Miljoner Källa: UN Department of Economic and Social Affairs, femårsintervall |

Afghanistans demografi är omöjlig att ge några exakta uppgifter om, bland annat eftersom det aldrig har genomförts någon ordentlig folkräkning i landet. Efter en mycket bristfällig folkräkning år 1978 tillkännagav regeringen att landet hade 15,8 miljoner invånare, och denna siffra har sedan tagits som utgångspunkt för olika demografers uppskattningar av befolkningen sedan dess. Från år 1990 till 2021 uppskattas befolkningen ha ökat från 12,4 miljoner till nästan 40 miljoner.
Enligt CIA:s The World Factbook var invånarantalet 37 466 414 år 2021. År 2015 var den summerade fruktsamheten 5,33 barn per kvinna. Detta är betydligt högre än den så kallade ersättningsgraden, den fruktsamhet som ger konstant befolkning, som ofta anges till 2,1.
Den höga summerade fruktsamheten, och inte alltför höga mortaliteten, har i Afghanistans fall lett till en naturlig befolkningsökning av ansenlig storlek.